# 两花野青茅
两花野青茅（学名：Deyeuxia biflora）为禾本科野青茅属下的一个种。种加词 biflora 意为“二花的”。